# Lill-Arasjön
Lill-Arasjön är en sjö i Vilhelmina kommun i Lappland och ingår i Öreälvens huvudavrinningsområde. Sjön har en area på 2,61 kvadratkilometer och ligger 539 meter över havet. Lill-Arasjön ligger i Arasjö Natura 2000-område. Sjön avvattnas av vattendraget Granån (Norrån).

## Delavrinningsområde
Lill-Arasjön ingår i det delavrinningsområde (716521-158642) som SMHI kallar för Utloppet av Lill-Arasjön. Medelhöjden är 569 meter över havet och ytan är 14 kvadratkilometer. Räknas de 2 avrinningsområdena uppströms in blir den ackumulerade arean 50,24 kvadratkilometer. Granån (Norrån) som avvattnar avrinningsområdet har biflödesordning 2, vilket innebär att vattnet flödar genom totalt 2 vattendrag innan det når havet efter 227 kilometer. Avrinningsområdet består mestadels av skog (54 procent) och sankmarker (27 procent). Avrinningsområdet har 2,61 kvadratkilometer vattenytor vilket ger det en sjöprocent på 18,7 procent.